# Vogastisburg
Vogasti(s)burg, Wogasti(s)burg ou Wogasti(s)burc est le nom d'une ancienne forteresse d'Europe centrale citée au VIIe siècle dans la chronique de Frédégaire. Sa localisation reste incertaine.

## Citation de Frédégaire

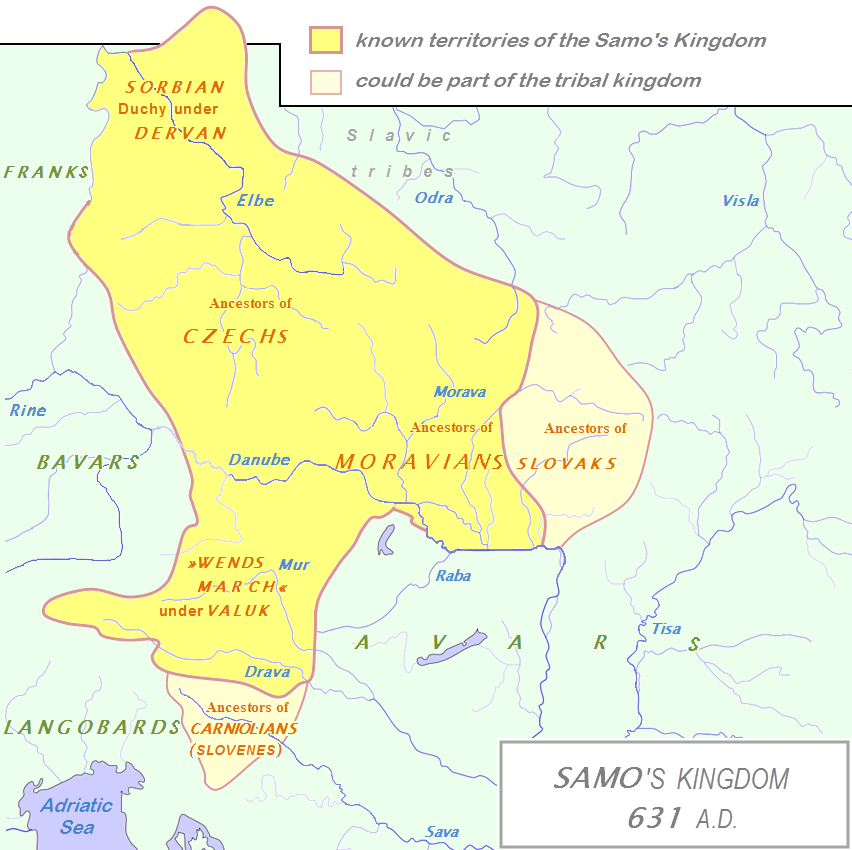
Le royaume de Samo en 631.

Frédégaire fait mention du castrum Wogastisburc lors de la guerre qui opposa en 631/632, les troupes du roi franc Dagobert aux Slaves (« Wendes ») du royaume de Samo :
«  …Dagobert… ordonna de lever dans tout le royaume d'Austrasie une armée contre Samo et les Wendes ; trois troupes marchèrent alors contre eux. Les Lombards, auxiliaires de Dagobert, s'avancèrent de leur côté. Les Slaves de tous les pays se préparèrent à résister. Une armée d'Alamans tributaires des Francs, commandée par le duc Chrodobert, remporta une victoire dans les lieux où elle entra. Les Lombards remportèrent aussi une victoire et emmenèrent, ainsi que les Alamans, un grand nombre de captifs slaves. Les Austrasiens assiégèrent Vogastisburg où s'étaient renfermés la plupart des plus braves guerriers wendes mais après avoir combattu pendant trois jours, ils furent taillés en pièces et forcés d'abandonner pour fuir, leurs tentes et tous leurs équipages. Après cette victoire, les Wendes ravageant à plusieurs reprises la Thuringe et les lieux voisins, se jetèrent sur le royaume des Francs. »
— Frédégaire, Chronique.

## Localisation
Depuis le XIXe siècle, plusieurs lieux situés aujourd'hui en Tchéquie, en Slovaquie, en Autriche et en Allemagne, ont été proposés :
- En Bohême, près du village de Woger, non loin de Eger ;
- En Moravie, à Mikulčice ;
- Le château de Devín, près de Bratislava, en Slovaquie ;
- En Styrie, à Voitsberg[1] ;
- En Bavière, à Augsbourg : pour Pavel Beneš, Wogastisburc est Augsbourg, ancienne forteresse romaine (Augusta Vindelicorum). « Pour expliquer Wogastis dit Pavel Beneš, il faut partir du pluriel Augustis (cf. Aquis qui donna Aix, Aachen) accentué sur la première syllabe. La voyelle de la deuxième syllabe était instable et finit par disparaître en donnant la forme actuelle Augs. La consonne initiale est due à l'influence slave et le changement de la diphtongue au en o est courant. »[2].